# Burro espanhol

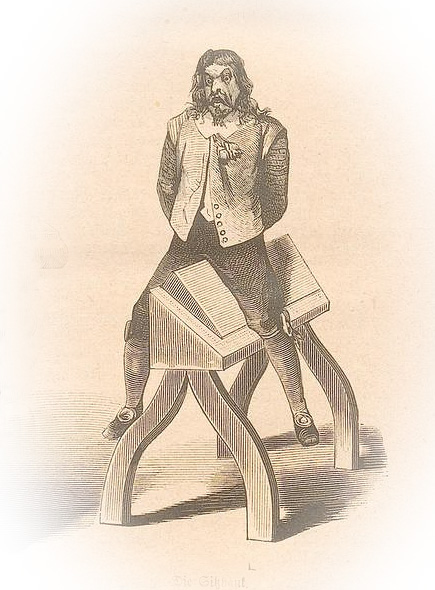
Ilustração da forma de uso do dispositivo

O burro espanhol é um instrumento de tortura muito usado na antiguidade, principalmente na idade medieval. O dispositivo era usado para tirar confissões dos prisioneiros ou como instrumento de execução, quando a vítima ficava sentada no "burro" até a sua morte.

## Funcionamento
O dispositivo é um cavalete de madeira em que a barra superior é num formato triangular (olhando de lado, forma a letra "V" invertido). Nesta condição, esta barra possui uma arresta pontiaguda em toda a sua extensão. A vítima, nua, era colocada sentada no cavalete com as pernas entreabertas e suas mãos amarradas para que não esboçasse qualquer tentativa de fuga ou alívio da pressão. Sentada, suas genitálias ficavam em contato direto com a barra superior ao mesmo tempo que, em seus tornozelos, eram amarrados pesos. Deste modo, com os pesos fazendo grande pressão para baixo, a vítima sofria ferimentos mortais, com hemorragia, na região pélvica, sofrendo por dias, até a sua morte.